# Galya-tető
Galya-tető är ett berg i Mátrabergen i Ungern. Berget är beläget på en höjd av 964 meter över havet.

### Fotnoter
1. ↑  ”Galyatető / 964 méter” (på engelska). Panoramio. Arkiverad från originalet den 22 februari 2014. https://web.archive.org/web/20140222140336/http://www.panoramio.com/photo/85314639. Läst 9 februari 2014.